# شموئيل إلياهو
شموئيل إلياهو (بالعبرية: שמואל אליהו‏) (مواليد 29 نوفمبر 1956) هو حاخام أرثوذكسي إسرائيلي.،وهو الحاخام الأكبر لمدينة صفد وعضو الحاخامية الكبرى، وقد فُسِّرت بعض تصريحات إلياهو بخصوص العرب والفلسطينيين على أنها ذات طبيعة عنصريَّة. وفي 30 مايو 2022، ألغت وزارة الخارجية الأمريكية في إدارة بايدن تأشيرة إلياهو لدخول الولايات المتحدة.

## وقت مبكر من الحياة
شموئيل إلياهو هو ابن مردخاي إلياهو، الحاخام الأكبر السابق لإسرائيل السفارديم ، وزوجته تسفيا، عندما كان فتى، درس في يشلاتس في القدس ، ولاحقا في مركاز هراف كوك ، حيث كان طالباً في تسفي يهودا كوك، كما خدم أيضاً في وحدة قتالية تابعة للجيش الإسرائيلي.

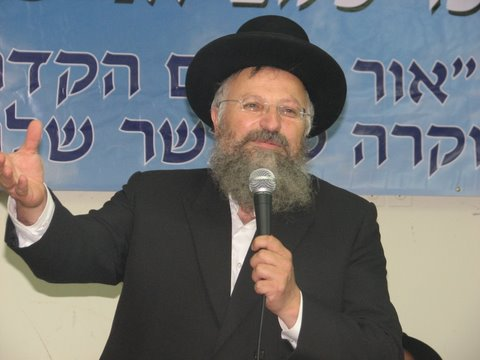
شموئيل إلياهو يتحدث في مدرسة يشيفات ميفاسير شالوم

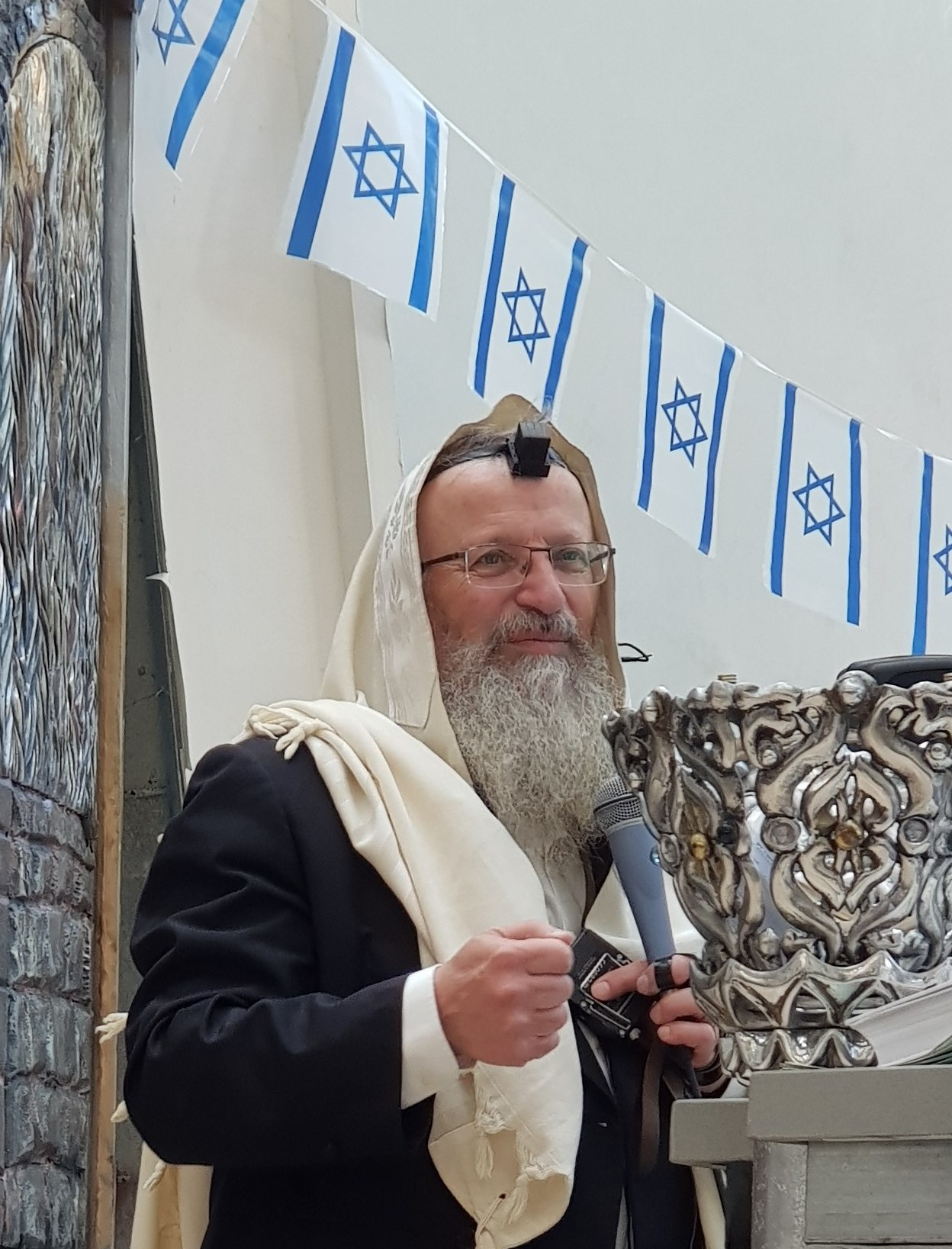
إلياهو يتحدث في تل أبيب في يوم استقلال إسرائيل

حصل إلياهو على سيميخاه (تعيينه كحاخام) في سن 23 عاماً، وفي سن 29 تم تعيينه في منصب حاخام بلدية شلومي. بعد ثلاثة سنوات، تم تعيينه الحاخام الأكبر لمدينة صفد.
في يوليو 2013، ترشح إلياهو لمنصب الحاخام الأكبر للسفارديم في إسرائيل. وطلب المدعي العام الإسرائيلي، يهودا وينشتاين، من إلياهو التخلي عن ترشحه، مشيراً إلى أنه أدلى بعدد من التصريحات المسيئة للعرب. قدم عضو الكنيست من أصل عربي عيساوي فريج التماسا طارئاً إلى المحكمة العليا يطلب فيه استبعاد إلياهو، لأن "انتخاب عنصري مثل إلياهو لهذا المنصب سيكون بداية تدمير القيم في دولة إسرائيل". ورفضت المحكمة العليا الالتماس بناء على أسباب فنية، في ديسمبر 2013، قدم إلياهو التماسا إلى المحكمة العليا ضد المدعي العام لاستخدامه معلومات سرية تم جمعها كجزء من التحقيق الجنائي الفاشل الذي أرسله وينشتاين إلى لجنة الانتخابات في محاولته منع إلياهو من الترشح.
في أكتوبر 2014، فشل إلياهو في الفوز بانتخابات منصب الحاخام الأكبر للقدس، وخسر أمام شلومو عمار بأغلبية 28 صوتاً مقابل 18 من أصل 48 عضواً في البلدية.
في يونيو 2015، شارك إلياهو في التحقيق في مزاعم الاعتداء الجنسي التي ارتكبها عزرا شينبرغ، الذي نصب نفسه "قبالياً"، ضد 14 امرأة أتُنَّ إليه للعلاج الزوجي، وقد رفع إلياهو القضية إلى الشرطة الإسرائيلية، وفي عام 2018 حُكم على شينبرغ بالسجن لأكثر من 7 سنوات.
في نوفمبر 2021، كان مؤلف الأطفال الحريديم، حاييم فالدر، موضوعاً لفضح صحيفة هآرتس، حيث أنه اتهم بالتورط في الاعتداء الجنسي على القُصَّر والنساء المتزوجات اللاتي أتين إليه لتلقي العلاج على مدى 25 عاماً، وقد عقد إلياهو بيت الدين (محكمة حاخامية) في صفد، وشجع ضحايا فالدر على التقدم والإدلاء بشهاداتهم ضده، ووجده "مذنباً بلا أدنى شك". في 16 ديسمبر، استدعى إلياهو والدر إلى المحكمة الحاخامية. بعد عشرة أيام، ذكرت صحيفة هآرتس أن الشرطة الإسرائيلية فتحت تحقيقًا مع فالدر، لكن لم يتم استجوابه بعد. في اليوم التالي، عُثر على فالدر ميتاً متأثراً بجراحه التي أصابته بطلق ناري بالقرب من قبر ابنه في مقبرة سيغولا في بتاح تكفا. لقد ترك رسالة انتحار أعلن فيها براءته.

## آرائه الشخصية

### حكومة إسرائيل

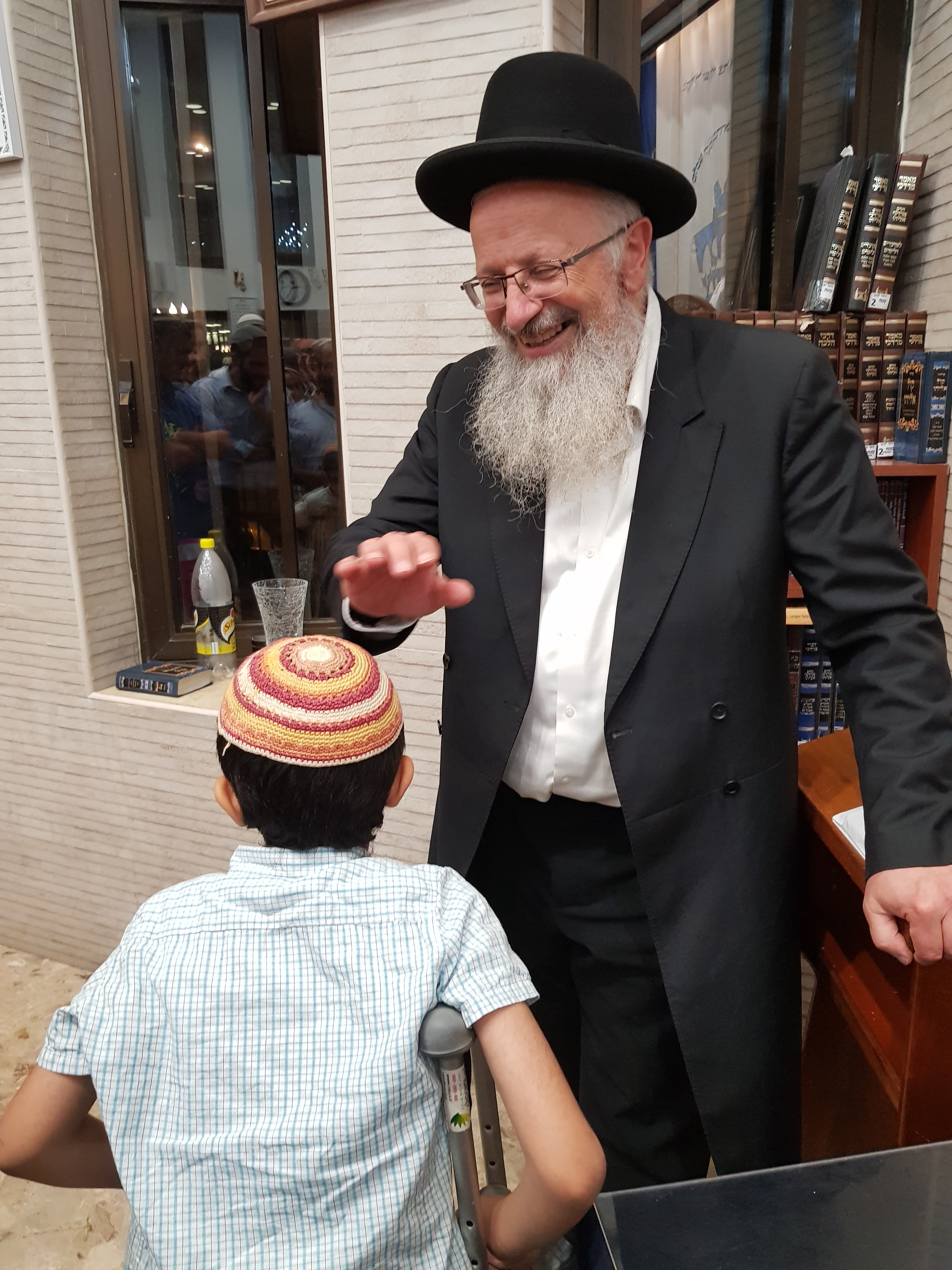
إلياهو في هيشال يعقوب، كنيس والده في القدس

في عام 2008، في أعقاب تحقيق الفساد الذي استهدف رئيس وزراء إسرائيل السابق إيهود أولمرت، أصدر إلياهو كتيبًا بعنوان "رئيس وزراء متدين - إنه ممكن"، كتب فيه
في عام 2022، لعب إلياهو دوراً فعالًا في إقناع عضوة الكنيست عيديت سيلمان بالتخلي عن حزب يمينا اليميني، وهو الإجراء الذي أدى إلى أزمة ائتلافية في حكومة بينيت لابيد، التي اعتبرها إلياهو متسامحة جداً مع العرب ومعادية للحاخامية الكبرى. في أبريل من ذلك العام، التقى إلياهو وزوجته توفا بسيلمان في منزلهما بالقدس لتهنئتها على قرارها.
كما أن إلياهو مقرب من إيتمار بن غفير، زعيم حزب عظمة يهودية اليميني المتطرف. تم انتخاب عميحاي نجل إلياهو، وهو عضو في هذا الحزب، عضواً في الكنيست عام 2022، حيث تولى منصب وزير التراث.

### العرب والفلسطينيون

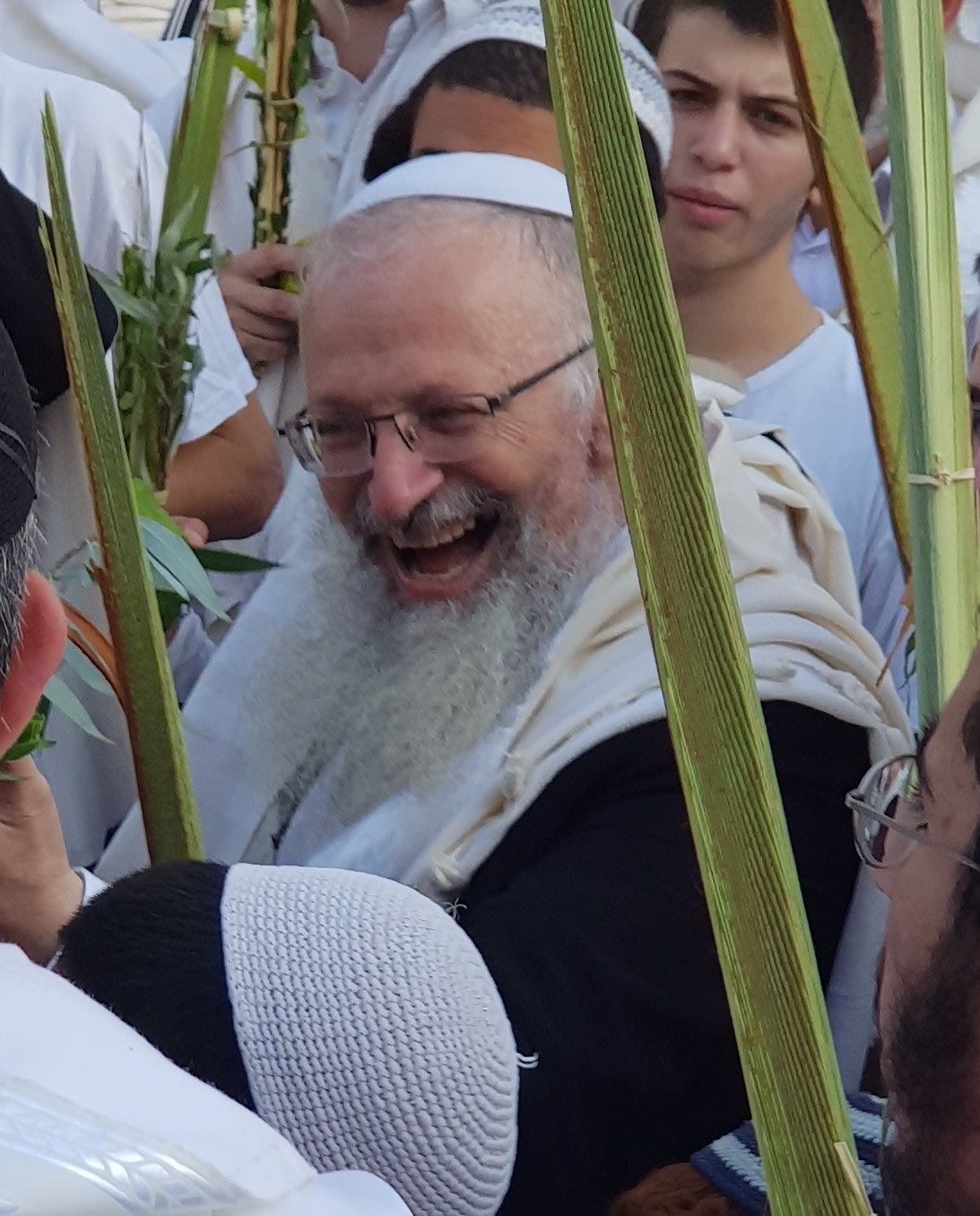
إلياهو عند حائط المبكى خلال عيد العرش عام 2018

وفي أيار/مايو 2007، دعا إلياهو إلى " قصف شامل للمنطقة التي أطلقت منها صواريخ القسام، بغض النظر عن الثمن في الحياة الفلسطينية". وأضاف: "إذا لم يتوقفوا بعد أن نقتل 100، فيجب أن نقتل 1000، إذا لم يتوقفوا بعد 1,000، فيجب علينا قتل 10,000، إذا لم يتوقفوا بعدها، يجب أن نقتل 100 ألف، حتى تصل مليون، أو كل ما يلزم لجعلهم يتوقفون."
وفي مارس 2008، دعا إلياهو إلى "الانتقام الذي تقره الدولة" ضد العرب. بالنسبة الى هآرتس، كتب إلياهو مقالاً في النشرة الإخبارية إريتز يسرائيل شيلانو (" أرض الميعاد")، حيث اقترح "شنق أطفال" الفلسطيني الذي نفذ الهجوم في المدرسة الدينية مركاز هاراف من شجرة.
وفي عام 2009، شارك إلياهو في نشر كتيب نظرية المؤامرة على جانبي الحدود، بالتعاون مع اتحاد التجمعات اليهودية الأرثوذكسية الأمريكية (OU). وأكدت الاتحاد لاحقاً أن ارتباطها بالكتيب كان غير مصرح به من قبل الإدارة العليا. ويؤكد الكتيب، نقلاً عن رواية شخصية لأحد المتحولين حديثاً إلى اليهودية والذي كان سابقًا عضواً في منظمة حزب الله اللبنانية، أن البابا وكرادلة الكنيسة الرومانية الكاثوليكية يُزعم أنهم يساعدون في تنظيم جولات إلى أوشفيتز لأعضاء حزب الله، من أجل تعليمهم كيفية القضاء على اليهود، وتم توزيع الكتيب على قوات الجيش الإسرائيلي.  من جهته قال داني أورباخ وهو مؤرخ إسرائيلي يعمل في جامعة هارفارد، قال إن الكتيب، الذي من المفترض أنه كتبه لبناني ، يحتوي في الواقع على أخطاء واقعية فادحة لا يمكن لأي عربي أن يرتكبها، بالإضافة إلى ذلك، هناك أيضاً العديد من الأخطاء الجغرافية والثقافية الصارخة الأخرى في الكتيب، مما يثبت أن المؤلف في الواقع يهودي حريديم من إسرائيل ولا يعرف سوى القليل عن العالم العربي، وكان استنتاج أورباخ هو أن إلياهو شارك في عملية تزييف، وذلك بوضوح لنشر الكراهية ضد العرب والمسلمين. ولم يقم الياهو بالرد على الاتهامات، لكن المتحدث باسمه أكد صحة المنشور في محادثة مع صحيفة "هآرتس". علاوة على ذلك، فقد اقتبس إلياهو على نطاق واسع من الكتيب في مقال لاحق.
في ديسمبر 2010، قاد إلياهو رسالة وقعها 50 حاخاماً، حثوا فيها اليهود الإسرائيليين على الامتناع عن تأجير المساكن للعرب، وأدى تداول الرسالة إلى مطالبات بإيقاف إلياهو عن العمل ومحاكمته بتهمة التحريض العنصري. وفي يوليو 2012، أغلقت وزارة العدل الإسرائيلية التحقيق في مزاعم التحريض، على أساس عدم وجود أدلة على إمكانية نسب التصريحات إلى إلياهو.
في أعقاب زلزال تركيا وسوريا 2023، كتب إلياهو مقالًا في صحيفة أولام كاتان، ذكر فيه أن الحدث، الذي شبهه بالقصة التوراتية لعبور البحر الأحمر، كان بمثابة عقاب إلهي لسوريا، حيث يقول:
وبالتالي لا تستحق أي شفقة على حد وصفه، أما تركيا، التي تكبدت خسائر أكبر بكثير، فاتهمها بتشويه سمعة دولة إسرائيل، و"كل ما يحدث، يحدث من أجل تطهير العالم وجعله أفضل"، وقد أثار كلامه الجدل حيث قال رئيس المؤتمر اليهودي العالمي رونالد لاودر إنه "مذعور ومرعوب" من كلمات إلياهو، وأعلن عضو الكنيست يهودا جلعاد أن تصريحات إلياهو لا تتفق مع تعاليم التوراة.

### بيت المقدس

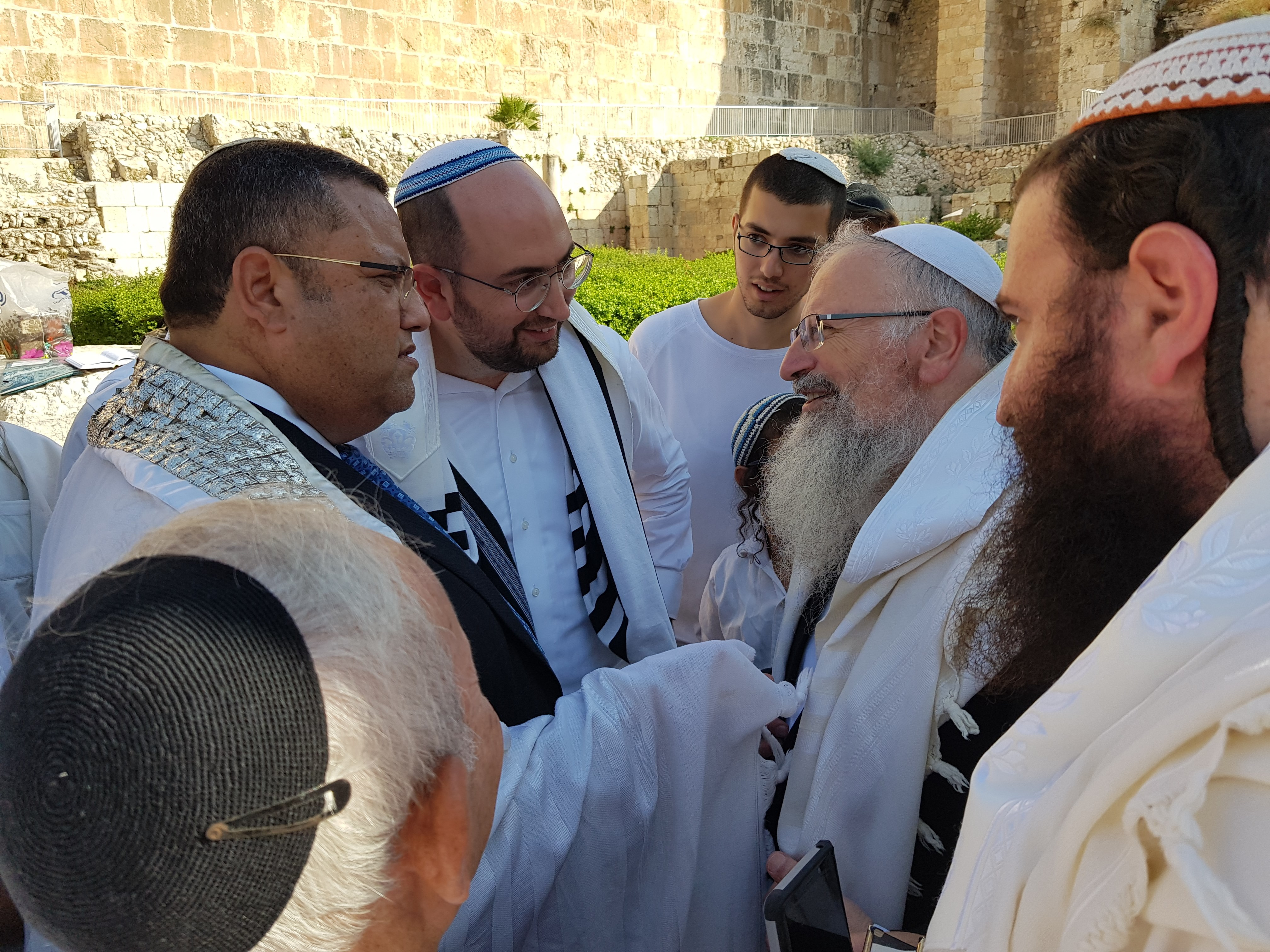
إلياهو مع رئيس بلدية القدس المستقبلي موشيه ليون (يسار) في عام 2018 بعد صلاة حليل بجوار قوس روبنسون.

بعد خطاب ألقاه في ديسمبر 2017 اعترف فيه الرئيس الأمريكي دونالد ترامب بالقدس عاصمة لإسرائيل وأعلن عن خطط لنقل السفارة الأمريكية هناك من موقعها الحالي في تل أبيب ، نظم إلياهو رسالة مشتركة وقعها 250 حاخاماً أرثوذكسياً إسرائيلياً يشيدون بسياسة ترامب التاريخية، وقد جاء في الإعلان: "سوف نتذكرك في تاريخ الشعب اليهودي".
وفي يوم القدس عام 2022، أمر إلياهو بتنظيم مسيرة كبيرة للعلم السنوي، قائلاً إن أي شيء أقل من ذلك من شأنه أن يشجع الفلسطينيين في أعقاب موجة الهجمات الأخيرة ضد الإسرائيليين.  وفي اليوم التالي، ألغت وزارة الخارجية الأميركية في إدارة بايدن تأشيرة إلياهو لدخول الولايات المتحدة. وبينما لم يتم تقديم أي تفسير لذلك، رجح المسؤولون الإسرائيليون أن يكون ذلك بسبب تصريحات إلياهو بخصوص العرب. وألقى متحدث باسم إلياهو باللوم في هذا الإجراء على العناصر الإصلاحية والمعادية للصهيونية.